# Кашина Гранђа (Кунео)
Кашина Гранђа је насеље у Италији у округу Кунео, региону Пијемонт.
Према процени из 2011. у насељу је живело 23 становника. Насеље се налази на надморској висини од 520 м.